# Gustaf Wolmar
Gustaf Wolmar fram till 1898 Andersson, född 5 juli 1880 i Kristinehamn, död 7 maj 1971 i Köpenhamn, var en svensk målare framförallt verksam i Danmark.

## Biografi

### Barndomen och ungdomsåren
Gustaf Wolmars mor arbetade som sömmerska i Kristinehamn och blev gravid med sonen till en av arbetsgivarens viktigare kunder. Han var redan förlovad med en annan kvinna och det blev omöjligt för modern att behålla barnet. Gustaf Wolmar adopterades bort till smeden Lars August Andersson och hans maka Johanna Augusta Dalgren. Familjen flyttade till Karlstad när Gustaf Wolmar var mycket liten.
Han gick fem år i elementarskola och fick vid femton års ålder plats på en målarverkstad, samtidigt som han studerade på Karlstads tekniska skola. Fadern ville att han skulle utbilda sig för en välavlönad befattning, gärna i hotellbranschen och sände honom till Stockholm. Förhållandet mellan Gustaf Wolmar och hans adoptivfar var ansträngt, de hade knappt någon kontakt efter att Gustaf flyttat och hans situation var svår, ensam och fattig. Hans biologiska far åkte till Stockholm och träffade sin son, berättade vem han var och började kontinuerligt hjälpa till ekonomiskt.

### Studietiden
Han studerade tre månader vid en handelsskola i England innan han bestämde sig för att bli konstnär, han bytte efternamn till Wolmar 1898 och reste till München och sökte in vid en teknisk skola där. År 1899 praktiserade Gustaf Wolmar på Otto Lohrs glasmåleriverkstad för kyrkligt glasmåleri och han studerade vid konstakademin samt vid L. Schmid-Reuttes konstskola 1900-1901. Gustaf Wolmar besökte ofta Alte Pinakothek och inspirerades av Dürer, Holbein, Rafael, Rubens och Tizian. På Neue Pinakothek tilltalades han av tysk konst från mitten av 1800-talet, bland andra Arnold Böcklin.
Gustaf Wolmar reste till Italien 1901. På den skandinaviska föreningen i Rom mötte han den danske konstnären Johan Rohde och konstsamlaren H. C. Christensen. Tillsammans med Rohde gjorde han en längre målarresa till Terracina och under resans gång uppmanade Rohde honom att söka sig till Kunstnernes Frie Studieskoler, även kallad Zahrtmanns skole, i Köpenhamn. Efter militärtjänstgöring vid Vaxholms grenadjärregemente reste han till Köpenhamn för att studera vid Zahrtmanns skole. Höstterminen 1902 skrevs Wolmar in och blev kurskamrat med bland andra Karl Isakson. Wolmar blev snabbt en av Kristian Zahrtmanns favoritelever och när hans biologiska far dog 1902 lät Zahrtmann Gustaf Wolmar få en friplats på skolan fram till 1904. Wolmar fick också Zahrtmanns stipendium, det första 1905, och sedan ytterligare tre gånger 1918, 1931 och 1943. Han tilldelades även Oluf Hartmanns stipendium 1917 och Benny Claudi-Pedersens stipendium 1921  Isakson och Wolmar utvecklade under studieåren en livslångt kamratskap och de genomförde målarresor tillsammans bland annat till Blå Jungfrun i Kalmarsund 1903, han fick även ta del i Isaksons kunskaper om franskt måleri från Delacroix till Cézanne. 
Under 1905 bodde Gustaf Wolmar en tid i Stockholm. När han återvände till Köpenhamn och Zahrtmanns skole blev han kurskamrat med Edvard Weie. De blev goda vänner, och delade bostad och ateljé i Christianshavn. Wolmar skrev om Weie att han var en av de främsta i dansk målarkonst. Weie, å sin sida, ansåg att Wolmar var ”en större färgbegåvning än Isakson”. 1906-07 lånade Gustaf Wolmar ateljé av Johan Rohde. Rohde hade redan 1891 varit initiativtagare till Den Frie Udstilling, en sammanslutning av danska konstnärer som höll ”årliga, självständiga och för sällskapets medlemmar censurfria utställningar.” Endast danskar kunde bli medlemmar i Den Frie Udstilling, men varje år bjöds utländska gäster in. År 1909 inbjöds Gustaf Wolmar för första gången, och ställde totalt ut 48 gånger under åren 1909-1972. Vid utställningen 1912 köpte Statens Museum for Kunst för första gången in ett verk av Gustaf Wolmar.

### Giftermål
Gustaf Wolmar träffade kontoristen Laura Matilde Lund i Köpenhamn och de förlovade sig 1912. 1914 blev Wolmar inkallad till beredskap vid Vaxholms grenadjärregemente, som vid denna tidpunkt var förlagt på Rindö. Han återvände till Danmark två år senare och gifte sig den 16 september 1916 i Søllerøds kyrka. Den 7 oktober 1917 föddes sonen Klas och familjen bosatte sig i Vordingborg vid Själlands sydspets. Gustaf Wolmar valde ofta motiv i hemmets närhet och Vordingborgs slottsruin och Vinterbølleskogen förekommer ofta i målningar från tiden fram till 1931. Huvudparten av sina motiv hämtade han från Köpenhamn och dess förorter men sporadiskt hämtades motiv även från Värmland och Småland

### Frankrikevistelsen
1920 hade Gustaf Wolmar sin första separatutställning, på Kunstforeningen i Köpenhamn. Den följdes året därpå av nästa, i Anton Hansens konsthandel, också den i Köpenhamn. Första separatutställningen i Sverige hölls 1924 i Stockholm, på Nordiska Bokhandelns konsthall. Med undantag för några få verk som visats på en samlingsutställning i Malmö 1919 var detta första gången Gustaf Wolmar ställde ut i Sverige. Det var en stor utställning, med 60 målningar, som fick mycket publicitet. Senare samma år erhöll Gustaf Wolmar Ester Lindahls stipendium och även 1925. Stipendiet var på 10 000 kronor och möjliggjorde en vistelse i Cagnes-sur-Mer i södra Frankrike för hela familjen i fem år med kortare avstickare till Paris och Norditalien. I Cagnes fanns en liten dansk konstnärskoloni där bland andra Kamma och Axel Salto, Svend Johansen, Vilhelm Lundstrøm och Karl Larsen bodde. I Frankrike fick Gustaf Wolmars konst ett tydligare drag av kubism. Wolmar ställde ut på Den Frie Udstilling i Köpenhamn och på Unionalen på Liljevalchs konsthall i Stockholm under Frankrikevistelsen och sålde då många verk. Några av de målningar som tillkom under frankrikevistelsen var Högsommar i Midi, Landskap vid Cannes och Arbetare i vinbergen som visar hans långt drivna färgkänsla och skicklighet att ge sig i kast med svåra uppgifter.

### Åter till Köpenhamn
När familjen återvände till Danmark flyttade de till Charlottenlund strax norr om Köpenhamn. Gustaf Wolmars bilder från denna tid har motiv från traktens natur, djurparken, den skogsbotaniska trädgården och fortet. Efter återkomsten till Danmark hade han förlorat många kontakter och det ekonomiska klimatet hårdnade. Förutom de årliga utställningarna på Den Frie ställde Gustaf Wolmar bara ut två gånger under 30-talet, Rundskueudstilling 1936 och en separatutställning på Ramme-Larsen i Köpenhamn året därpå. Gustaf Wolmar förblev svensk medborgare under hela sitt liv och tvingades därför till främlingskontrollen och anmäla sig hos polisen under kriget. Även i andra sammanhang medförde det svenska medborgarskapet problem. Han blev inte medlem i Den Frie förrän reglerna ändrades 1950 och även utlänningar kunde beviljas medlemskap. och medborgarskapet kan ha gjort att han inte fick göra några offentliga utsmyckningar i Danmark. Under kriget ställde Wolmar enbart ut på Den Frie, med undantag för en välgörenhetsutställning 1943, ’Med paletten i Frankrike’ på galleri Modern Konst i Malmö.
1965, 85 år gammal, drabbades Gustaf Wolmar av en kraftig hjärnblödning som invalidiserade honom totalt. Han blev sängliggande resten av sitt liv och sköttes i hemmet av hustrun Laura. Den Frie Udstilling ställde ut verk av Gustaf Wolmar både 1966 och 1971. Den 7 maj 1971 dog Gustaf Wolmar. Han begravdes i minneslunden på Bispebjergs kyrkogård i norra Köpenhamn. Året därpå hedrades han med en minnesutställning på Den Frie. I förordet till katalogen skrev konstnären Andreas Friis om hur viktig Gustaf Wolmar varit för Den Frie Udstilling underströk hur mycket alla tyckt om och värdesatt Wolmar som konstnär och som människa.

## Utställningar och utmärkelser
Efter kriget ställde Wolmar ut flera gånger i Sverige. 1946 anordnades en stor separatutställning på Malmö Museum, den första i Sverige sedan 1924. Här visades 84 målningar från 1902-1946. 1947 visade Nordiska Konstförbundet i Stockholm en separatutställning med Gustaf Wolmars konst. Senare samma år visades hans verk på den stora Karlstadsutställningen Värmland Visar. Under hela femtiotalet målade Wolmar fortfarande. Han var dock mycket självkritisk och omarbetade verken gång på gång. De enda utställningar han medverkade på var Den Frie. Sveriges ambassadör i Köpenhamn, Hans Gustaf Beck-Friis, köpte några av Gustaf Wolmars tavlor och rekommenderade därefter att han skulle belönas för sin konstnärliga gärning. Så skedde också, och den 10 november 1951 blev Gustaf Wolmar Riddare av första klassen av Kungliga Nordstjärneorden. Han fick mottaga medaljen ur kung Gustaf VI Adolfs hand i Svenska Gustafskyrkan i Köpenhamn.
År 1961 hade Kunstforeningen i Köpenhamn en retrospektiv utställning med 84 verk av Wolmark. I Politiken recenserade Pierre Lübecker utställningen i artikeln ”Glimrende udstilling af maleren Gustaf Wolmar”: 
Lyset i Gustaf Wolmars kunst er strålende rigt og bliver trods sin styrke aldrig grelt endsige magert. Det er overordentlig nuanceret og med den fineste balance mellem de varme og kolde toner. /.../ Han er en fortrafflig maler.
Wolmar är representerad vid bland annat Statens Museum for Kunst, KUNSTEN Museum of Modern Art Aalborg, Vendsyssel Kunstmuseum, Museum Sønderjylland, Randers Kunstmuseum, Ribe Kunstmuseum, Moderna museet i Stockholm, Malmö museum och Göteborgs konstmuseum.

## Bildgalleri

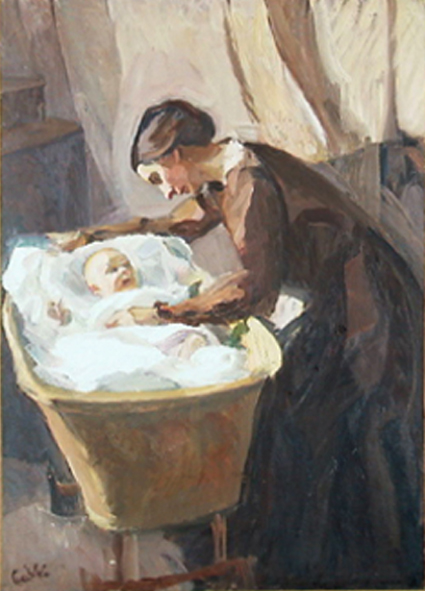
Moder med barn. 1918.
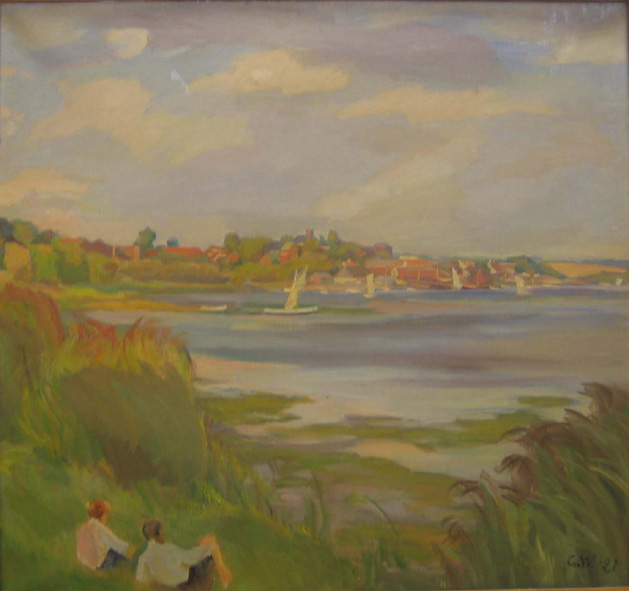
Utsikt från Oringehalvön, Vordingborg. 1921.
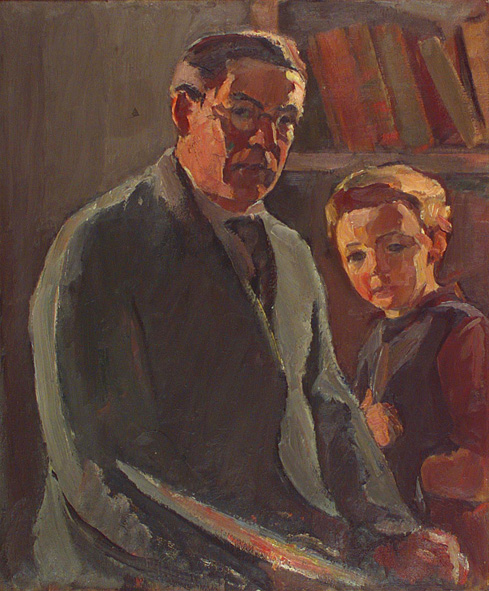
Gustaf Wolmar och sonen Klas. 1922.
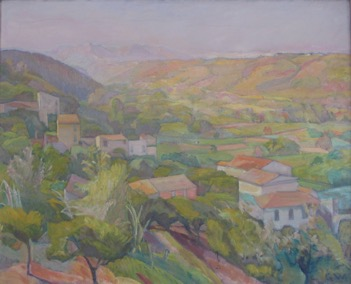
Cagnes-dalen. 1926.
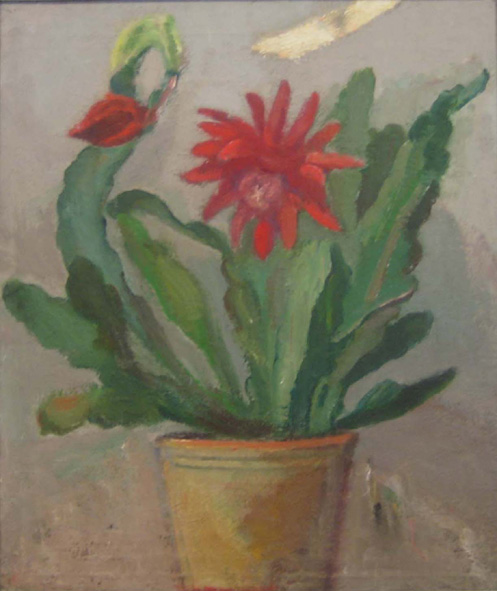
Kaktus med röd blomma. 1930.
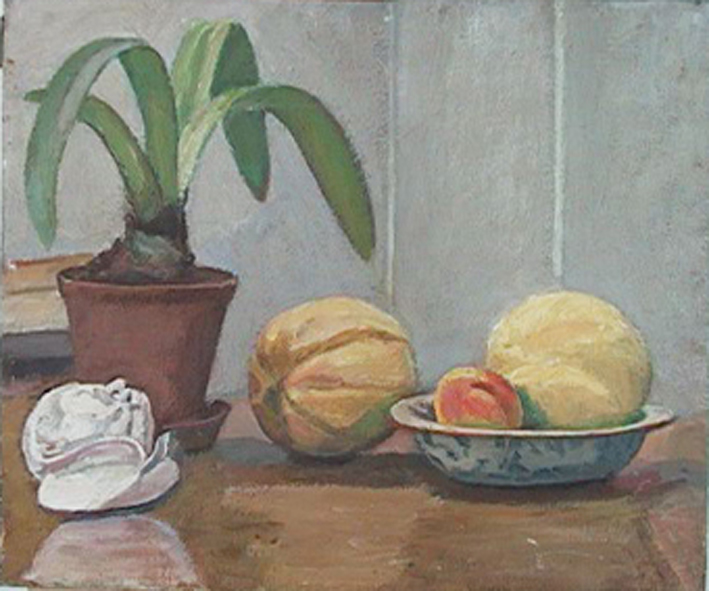
Stilleben med meloner. 1935.
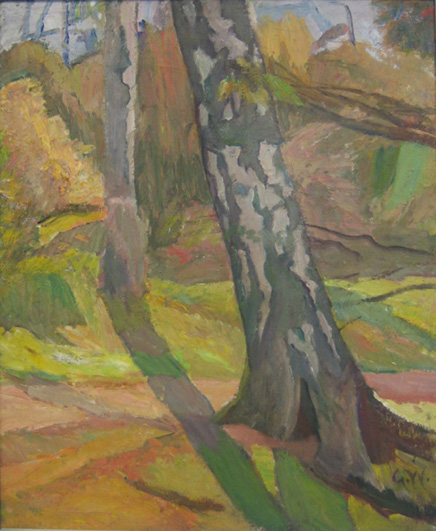
Björkstammar. 1943.